# Orlandina Basket 2007-2008
Questa voce raccoglie le informazioni riguardanti l'Orlandina Basket nelle competizioni ufficiali della stagione 2007-2008.

## Verdetti stagionali
- Serie A:
  - stagione regolare: 6º posto su 18 squadre (19-15);
  - playoff: eliminata ai quarti di finale da Avellino (3-0).
- Final Eight Coppa Italia:
  - eliminata ai quarti di finale da Biella.

## Stagione
La stagione 2007-2008 dell'Orlandina Basket, sponsorizzata Pierrel, è la 3ª nel massimo campionato italiano di pallacanestro, la Serie A.
Nel campionato di Serie A 2007-2008 ottenne il 6º posto in classifica, partecipando, per la prima volta nella sua storia, ai play-off per il titolo di Campione d'Italia, venendo da questi eliminata al primo turno dalla Scandone Avellino.
La squadra, in virtù del piazzamento in campionato, ottenne anche la qualificazione all'Eurocup 2008-2009, senza la disputa dei turni preliminari grazie alla rinuncia della Sutor Montegranaro alla competizione. Tuttavia a causa dell'esclusione dal massimo campionato nella stagione successiva l'Orlandina non prenderà parte alla competizione europea. L'Orlandina Basket era stata inserita nel girone C con Khimki, Beşiktaş e Le Havre.

## Roster
Aggiornato al 29 dicembre 2021.
| Pierrel Capo d'Orlando 2007-08 | Pierrel Capo d'Orlando 2007-08 |
| Giocatori                      | Staff tecnico                  |
| ------------------------------ | ------------------------------ |

| N. | Naz.                                           | Ruolo | Nome               | Anno | Alt.   | Peso   |  |
| -- | ---------------------------------------------- | ----- | ------------------ | ---- | ------ | ------ |  |
| 4  | Italia (bandiera)                              | P     | Gianmarco Pozzecco | 1972 | 183 cm | 74 kg  |  |
| 5  | Italia (bandiera)                              | PG    | Francesco Orsini   | 1973 | 192 cm | 93 kg  |  |
| 6  | Italia (bandiera)                              | AG    | Davide Bruttini    | 1987 | 203 cm | 101 kg |  |
| 7  | Stati Uniti (bandiera)                         | C     | Rolando Howell     | 1982 | 206 cm | 106 kg |  |
| 8  | Albania (bandiera) · Italia (bandiera)         | AG    | Klaudio Ndoja      | 1985 | 199 cm | 98 kg  |  |
| 9  | Stati Uniti (bandiera) · Irlanda (bandiera)    | G     | Colin Falls        | 1985 | 196 cm | 87 kg  |  |
| 11 | Lituania (bandiera)                            | PG    | Martynas Mažeika   | 1985 | 192 cm | 80 kg  |  |
| 12 | Italia (bandiera)                              | G     | Antonio Fazio      | 1990 | 190 cm |        |  |
| 12 | Stati Uniti (bandiera)                         | GA    | Sammy Mejía        | 1983 | 198 cm | 88 kg  |  |
| 14 | Argentina (bandiera) · Italia (bandiera)       | P     | Juan Manuel Fabi   | 1982 | 191 cm | 79 kg  |  |
| 15 | Stati Uniti (bandiera)                         | A     | Tamar Slay         | 1980 | 204 cm | 98 kg  |  |
| 16 | Stati Uniti (bandiera)                         | G     | Drake Diener       | 1981 | 196 cm | 88 kg  |  |
| 18 | Stati Uniti (bandiera)                         | AG    | C.J. Wallace       | 1982 | 206 cm | 98 kg  |  |
| 19 | Polonia (bandiera)                             | C     | Adam Wójcik        | 1970 | 207 cm | 110 kg |  |
| 20 | Rep. Dominicana (bandiera) · Italia (bandiera) | G     | Óscar Gugliotta    | 1982 | 193 cm | 85 kg  |  |
| 23 | Messico (bandiera)                             | A     | Romel Beck         | 1982 | 201 cm | 87 kg  |  |
| -  | Italia (bandiera)                              | P     | Sergio Librizzi    | 1990 | 180 cm |        |  |
| -  | Italia (bandiera)                              | G     | Enrico Mobilia     | 1990 | 190 cm |        |  |
| -  | Italia (bandiera)                              | G     | Giuseppe Sindoni   | 1988 | 182 cm |        |  |

| Allenatore                                                                               |
| - Romeo Sacchetti                                                                        |
| Assistente/i                                                                             |
| - Giuseppe Condello - Ugo Ducarello Legenda - (C) Capitano - (IN) Inattivo - Infortunato |

- Preparatore atletico:   Giuseppe Ferrarotto
- Fisioterapista:   Stefano Tatonetti

## Mercato

### Sessione estiva
| Acquisti | Acquisti           | Acquisti           | Acquisti   | Acquisti |
| R.a      | Nome               | da                 | Modalità   |          |
| -------- | ------------------ | ------------------ | ---------- | -------- |
| P        | Gianmarco Pozzecco | Chimki             | definitivo |          |
| G        | Drake Diener       | Castelletto Ticino | definitivo |          |
| C        | Rolando Howell     | Pall. Varese       | definitivo |          |
| A        | Tamar Slay         | Bakersfield Jam    | definitivo |          |
| PG       | Martynas Mažeika   | Alba Berlino       | definitivo |          |
| AG       | C.J. Wallace       | Eisb. Bremerhaven  | definitivo |          |
| AG       | Davide Bruttini    | Fortitudo Bologna  | prestito   |          |
| PG       | Francesco Orsini   | Patti Basket       | definitivo |          |
| C        | Adam Wójcik        | Sopot              | definitivo |          |
| AG       | Klaudio Ndoja      | C.S. Borgomanero   | definitivo |          |
| G        | Óscar Gugliotta    | Virtus Bologna     | definitivo |          |

| Cessioni | Cessioni            | Cessioni          | Cessioni       | Cessioni |
| R.       | Nome                | a                 | Modalità       |          |
| -------- | ------------------- | ----------------- | -------------- | -------- |
| P        | Leonardo Busca      | Pall. Reggiana    | fine contratto |          |
| G        | Scooter McFadgon    | Grises de Humacao | fine contratto |          |
| AG       | Hervé Touré         | Olimpia Milano    | fine contratto |          |
| A        | Sōtīrīs Gkioulekas  | Veroli Basket     | fine contratto |          |
| P        | Mickaël Mokongo     | Bandırma Banvit   | fine contratto |          |
| C        | Torin Francis       | Pall. Cantù       | fine contratto |          |
| G        | Danilo Fevola       | Basket Napoli     | fine prestito  |          |
| AG       | Andrea Pomenti      |                   | fine contratto |          |
| C        | Donzel Rush         | RB Montecatini    | fine contratto |          |
| G        | Alvin Young         | Pall. Reggiana    | fine contratto |          |
| AG       | Jayson Wells        | EiffelTowers      | fine contratto |          |
| G        | Stefano Rabaglietti | A.B. Latina       | fine contratto |          |

### Dopo l'inizio della stagione
| Acquisti | Acquisti    | Acquisti            | Acquisti         | Acquisti   |
| R.       | Nome        | da                  | Data             | Modalità   |
| -------- | ----------- | ------------------- | ---------------- | ---------- |
| GA       | Sammy Mejía | F.W. Mad Ants       | 1 febbraio 2008  | definitivo |
| G        | Colin Falls | Notre Dame F. Irish | 14 febbraio 2008 | definitivo |
| A        | Romel Beck  | Pall. Varese        | 14 febbraio 2008 | definitivo |

| Cessioni | Cessioni         | Cessioni        | Cessioni         | Cessioni    |
| R.       | Nome             | a               | Data             | Modalità    |
| -------- | ---------------- | --------------- | ---------------- | ----------- |
| PG       | Martynas Mažeika | Free agent      | 3 gennaio 2008   | rescissione |
| G        | Drake Diener     | Mens Sana Siena | 11 febbraio 2008 | definitivo  |